# آیدا لورا فایفر
آیدا لورا فایفر (انگلیسی: Ida Laura Pfeiffer؛ ۱۴ اکتبر ۱۷۹۷ – ۲۷ اکتبر ۱۸۵۸) گردشگر و نویسنده کتاب سفر اهل اتریش بود.
او یکی از اولین زنانی بود که کتاب‌های مشهور آن به هفت زبان ترجمه شدند. او عضو جوامع جغرافیایی برلین و پاریس بود، اما نه از انجمن سلطنتی جغرافیا در لندن به این دلیل که او یک زن بود و در آن زمان فکر می‌کردند که زنان قادر به ایده‌های جدی نیستند.

## زندگی‌نامه
آیدا لورا فایفر دختر یک تاجر ثروتمند بود و در وین متولد شد. او به عنوان یک کودک لباس پسرانه را ترجیح می‌داد و به ورزش علاقه داشت که توسط پدرش تشویق می‌شد. سفر طولانی او سفری به فلسطین و مصر بود که در آن زمان پنج ساله بود. تأثیر این تجربه در او باقی ماند. پس از مرگ پدرش زمانی که نه‌ساله بود، مادرش او را وادار به پوشیدن لباس دخترانه و آموزش پیانو کرد. پس از این که ناپلئون بناپارت، امپراتور فرانسه، در سال ۱۸۰۹ وین را فتح کرد، برخی از نیروهای فرانسوی در خانه Reyer's علی‌رغم عدم تمایل ایدا، مستقر شدند. در طی بررسی بزرگ انجام‌شده در کاخ شون‌برون، او هنگام بازگشت ناپلئون، به عقب‌نشینی با اشغال خارجی اعتراض کرد.
در ۱ مه ۱۸۲۰ میلادی، با دکتر مارک آنتون فایفر، وکیل در لووف، (اکنون لویو، اوکراین)، در ارتباط با دولت اتریش که ۲۴ سال بزرگتر از او بود ازدواج کرد، دکتر فایفر، با افشای مقامات فاسد اتریش در گالیسیا (اروپای شرقی)، مجبور به استعفا شد. پس از آن، یافتن شغل و به منظور حمایت از خانواده دشوار بود و به دلیل فقر آنها، آیدا دوره‌های نقاشی و موسیقی را فرا گرفت. اوضاع مالی خانواده فقط پس از مرگ مادرش در سال ۱۸۳۱ بهبود یافت و با این میراث کوچک، ایدا فایفر توانست معلمان بهتری را برای دو پسرش استخدام کند. شوهرش ۷ سال بعد در ۱۸۳۸ درگذشت.

## سفرها

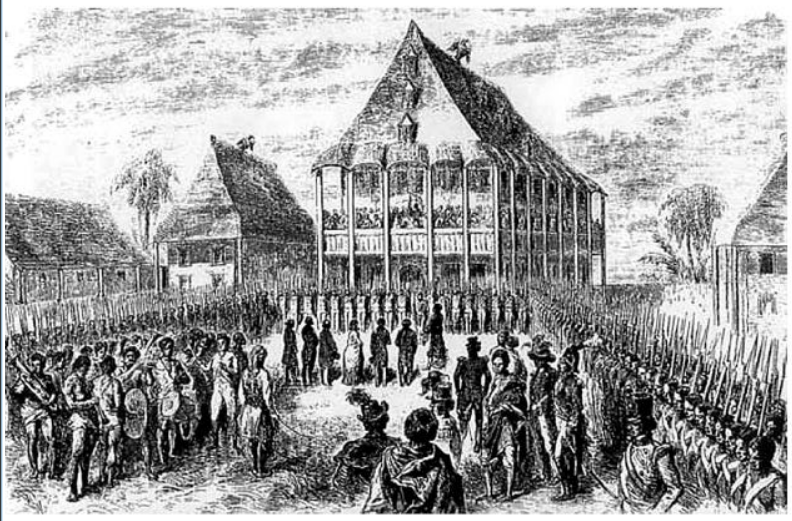
تصویری از سفرهای آیدا لورا فایفر

پس از اینکه پسران آیدا بزرگ شده و خانه‌های خود را داشتند، ایدا فایفر سرانجام توانست رؤیای کودکی خود برای سفر به اصویری از سفرهایماکن خارج از کشور خود را تحقق بخشد.
در ۱۸۴۲، او در امتداد رودخانه دانوب به دریای سیاه و استانبول سفر کرد. وی از آنجا سفر خود به فلسطین و مصر را قبل از بازگشت به خانه از طریق ایتالیا ادامه داد. او گزارشی از سفر خود در Reise einer Wienerin در das Heilige Land ("سفر یک زن وین به سرزمین مقدس"، چاپ ۲ جلد، وین، ۱۸۴۳) منتشر کرد. پول به دست آمده از این انتشارات به او اجازه داد تا در آینده کاوش‌های گسترده‌تری را دنبال کند. در سال ۱۸۴۵، او به اسکاندیناوی و ایسلند رفت و تور خود را در دو جلد، نگارش و منتشر کرد.